# Аннум, Элис
Элис Аннум (англ. Alice Annum; род. 20 октября 1948, Аккра) — ганская легкоатлетка, выступавшая в беге на короткие дистанции и прыжках в длину. Участница летних Олимпийских игр 1964, 1968 и 1972 годов, трёхкратная чемпионка Всеафриканских игр 1965 и 1973 годов. Первая женщина, представлявшая Гану на Олимпийских играх.

## Биография
Элис Аннум родилась 20 октября 1948 года в городе Аккра в британской колонии Золотой Берег (сейчас Гана).
Училась в университете Теннесси в США, выступала за его команду.
В 1964 году вошла в состав сборной Ганы на летних Олимпийских играх в Токио. В прыжках в длину заняла 29-е место в квалификации, показав результат 5,45 метра — на 55 сантиметров меньше норматива, дававшего право выступить в финале.
Аннум стала первой женщиной, представлявшей Гану на Олимпийских играх.
В 1965 году на Всеафриканских играх в Браззавиле завоевала золотую медаль в прыжках в длину (5,63).
В 1968 году вошла в состав сборной Ганы на летних Олимпийских играх в Мехико. В беге на 200 метров заняла 7-е место в четвертьфинале, показав результат 23,9 и уступив 0,6 секунды попавшей в полуфинал с 3-го места Ютте Штёк из ОГК. В прыжках в длину заняла 22-е место в квалификации с результатом 5,61 — на 74 сантиметра меньше норматива, дававшего право выступить в финале.
В 1972 году вошла в состав сборной Ганы на летних Олимпийских играх в Мюнхене. В беге на 100 метров заняла 6-е место в финале, показав результат 11,41 и уступив 0,34 секунды завоевавшей золотую медаль Ренате Штехер из ГДР. В беге на 200 метров заняла 7-е место в финале с результатом 22,99, уступив 0,59 секунды завоевавшей золото Ренате Штехер.
В 1973 году на Всеафриканских играх в Лагосе завоевала две золотых медали в беге на 100 метров (11,77) и 200 метров (23,88).
В 1976 году вошла в состав сборной Ганы на летних Олимпийских играх в Монреале. Была заявлена в эстафете 4х100 метров, но Гана бойкотировала Игры в знак протеста против участия спортсменов из ЮАР, где действует государственная система апартеида.
Завоевала четыре медали Игр Британского Содружества наций: в 1970 году в Эдинбурге два серебра в беге на 100 и 200 метров, в 1974 году в Крайстчёрче две бронзы в беге на 200 метров и эстафете 4х100 метров.
В 2010 году получила награду за достижения в спорте от Action Progressive Institute в Гане.

## Личные рекорды
- Бег на 100 метров — 11,1 (1971)[3]
- Бег на 200 метров — 22,90 (1974)[3]
- Прыжки в длину — 6,30 (1970)[3]

## Семья
Вырастила троих детей.